# Suha teža
Suha teža je masa snovi, pripravka, materiala ali organizma brez vsebnosti vode. Pri določanju suhe teže se delež vode umetno odstrani.

## Uporaba
Suha teža biomase se kot količina veliko uporablja predvsem na področjih kemije, biologije in fizike, saj na teh področjih večkrat pride do situacij, ko nas zanimajo določene lastnosti neke snovi, materiala, pripravka ali organizma in delež vode, ki ga le te vsebujejo, onemogoča dostop do pravilnih rezultatov.
Za primer, v vsakem organizmu se lahko delež vode stalno spreminja, zato določamo biomaso v enotah suhe teže biomase (gramih, kilogramih, ...). Dobimo jo po sušenju sveže biomase na temperaturi 100 ºC, vse dokler ne dobimo stalne teže. Ta teža je suha teža biomase.
Veliko vlogo igra tudi pri določanju kaloričnih vrednosti materialov ali snovi, to pa ravno zaradi tega, ker se lahko v istem materialu ali snovi delež vode bistveno spreminja. Uporablja se tudi v medicini in farmaciji.